# Fukutoku-Okanoba
Le Fukutoku-Okanoba, en japonais 福徳岡ノ場, est un volcan sous-marin situé au Japon, dans l'océan Pacifique, dans l'archipel des îles Bonin. Au cours de l'éruption en février 2010, des panaches surtseyens  percent la surface de l'eau le 3 février. L'éruption démarrée le 13 août 2021 provoque un panache de cendres s'étendant sur plusieurs milliers de kilomètres vers l'ouest.

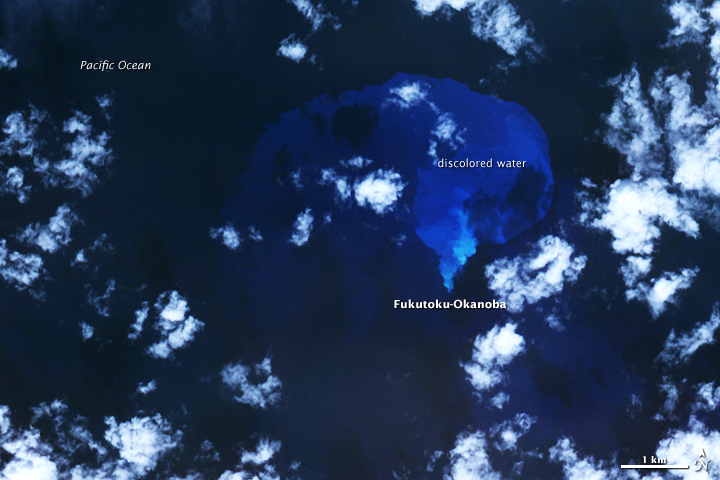
Image satellite en fausses couleurs du Fukutoku-Okanoba en éruption le 9 février 2010.